# José Sarney

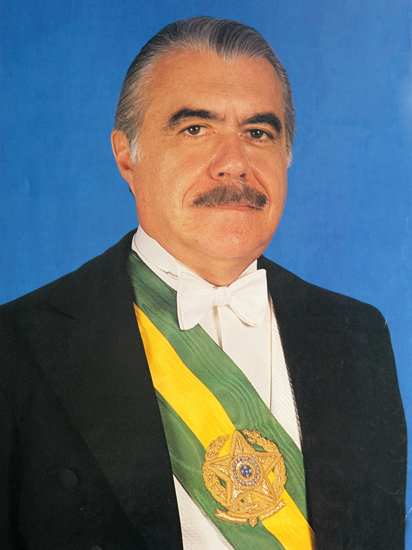
Offizielles Porträt (1985)

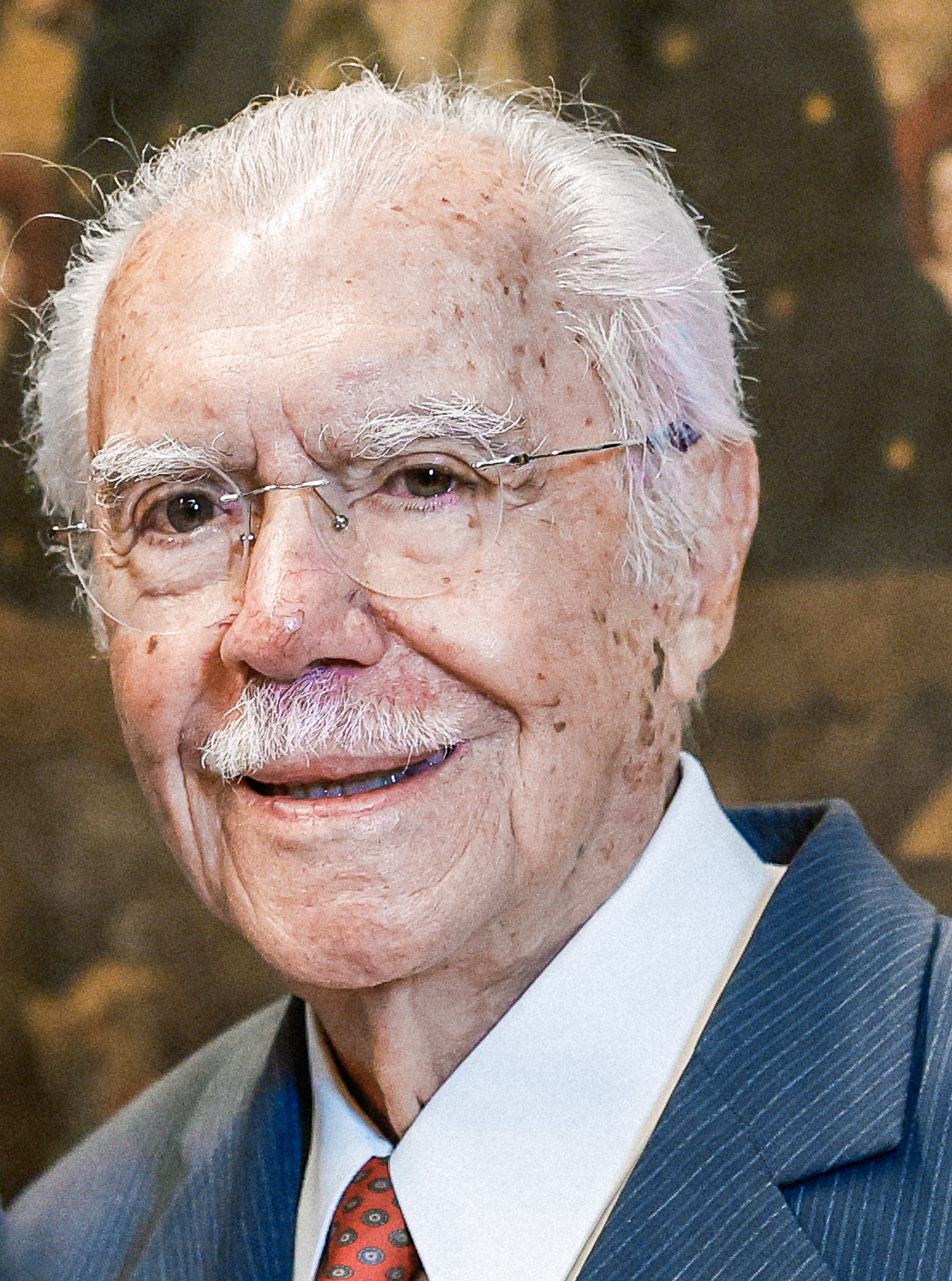
José Sarney (2024)

José Sarney Costa (* 24. April 1930 in Pinheiro, Maranhão) ist ein brasilianischer Schriftsteller und Politiker. Er war vom 22. April 1985 bis zum 15. März 1990 Präsident der Föderativen Republik Brasilien.
José Sarney begann seine politische Karriere in der União Democrática Nacional (UDN), für die er 1965 zum Gouverneur von Maranhão gewählt wurde. Im gleichen Jahr schloss er sich der offiziellen Regierungspartei der Militärdiktatur Aliança Renovadora Nacional (ARENA) an, für die er ab 1971 im Senat saß und deren letzter Präsident er war. Nach der Auflösung der Parteien 1979 wurde Sarney Präsident der neugegründeten Regierungspartei Partido Democrático Social (PDS). In den Auseinandersetzungen um die Nominierung des Präsidentschaftskandidaten der Partei 1984 verließ Sarney die PDS, schloss sich dem PMDB an und kandidierte für das Amt des Vizepräsidenten.
José Sarney wurde Präsident, nachdem der eigentlich in das Amt gewählte Tancredo Neves, dessen Vize Sarney war, schwer erkrankte und schließlich am 21. April 1985 starb, bevor er sein Amt antreten konnte. Die drei schwerwiegendsten Probleme Brasiliens in seiner Regierungszeit waren Verarmung der städtischen Bevölkerung, hohe Inflation und eine enorme Staatsverschuldung.
Nach seiner Zeit als Präsident blieb Sarney in der Politik. Seit 1990 ist er Senator für den Bundesstaat Amapá und er war unter anderem erneut Präsident des Bundessenats in den Jahren 1995/96, 2003–2005 und von Februar 2009 bis zu den Wahlen 2010. Am 1. Februar 2011 wurde er mit 70 Stimmen zum vierten Mal zum Präsidenten des Senats gewählt und wurde dort am 1. Februar 2013 durch Renan Calheiros abgelöst.
Sein Sohn José Sarney Filho war von 1999 bis 2002 Umweltminister im Kabinett von Fernando Henrique Cardoso. Seine Tochter Roseana Sarney war von 1994 bis 2002 Gouverneurin des Bundesstaates Maranhão und ist es seit 2009 wieder. Bei den Wahlen 2010 wurde sie in ihrem Amt bestätigt.
Laufend wurden neue Skandale und Korruptionsfälle entdeckt, in die er und seine Familie verwickelt sein sollen.
Neben seiner Tätigkeit als Politiker wurde Sarney auch als Autor literarischer Werke bekannt. Zu seinen bekannteren Büchern zählen u. a. A Canção Inicial (1952), A Pesca do Curral (1953), Norte das Águas (1970), Marimbondos de Fogo (1979), 10 contos escolhidos (Erzählungen, 1985) und O Dono do Mar (1996). Auf Deutsch übersetzt erschien von Sarney unter anderem ein Band mit Erzählungen unter dem Titel Die Söhne des alten Antão (1987). 1980 wurde er in die Academia Brasileira de Letras aufgenommen.